# Karamelodiktstipendiet

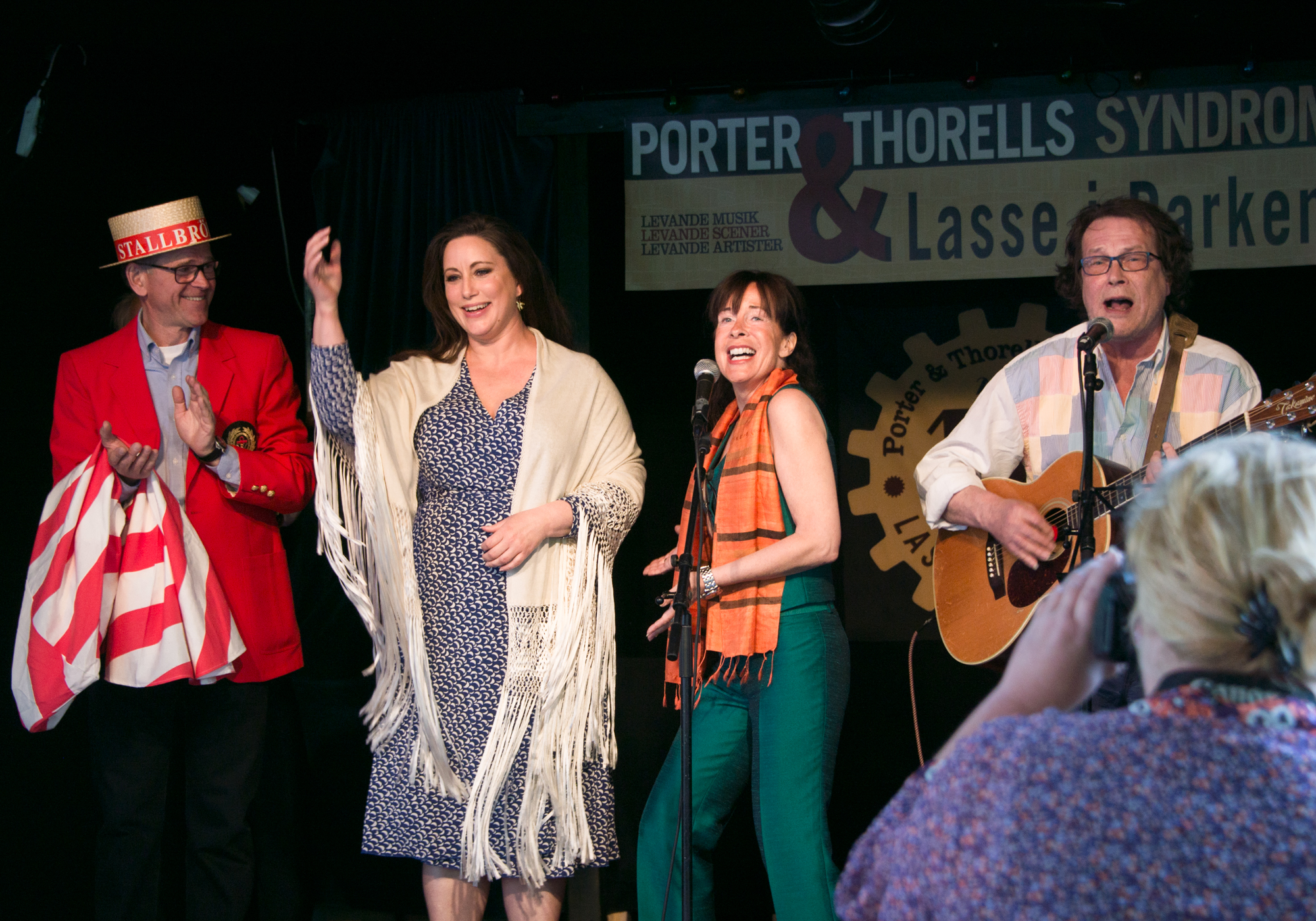
Lisa Nilsson fick KaRAMELodiktstipendiet 2017.

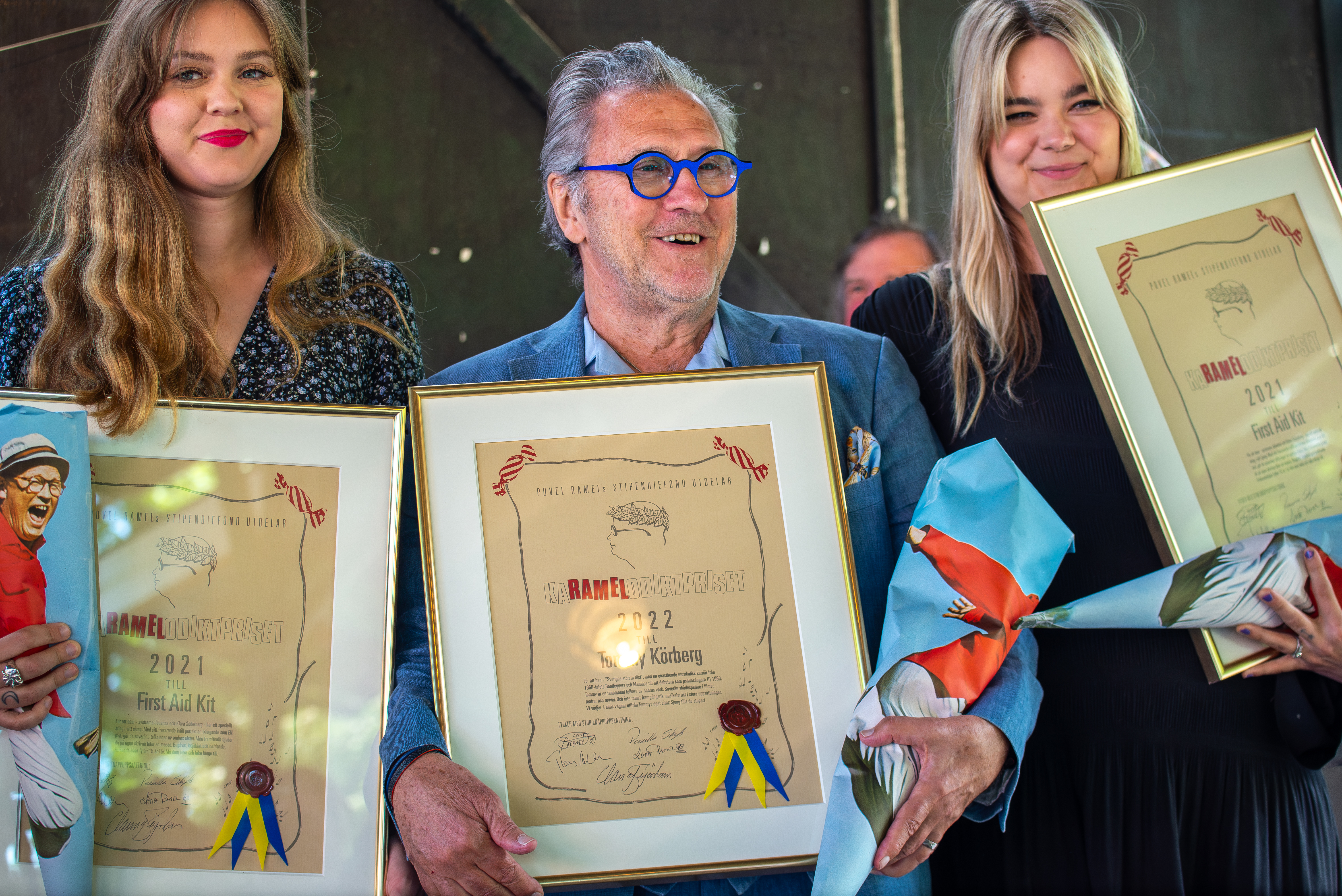
First Aid Kit under utdelningen av KaRAMELodiktstipendiet 2021 (som delades ut först 2022 pga. covid-pandemin) och Tommy Körberg som fick priset 2022.

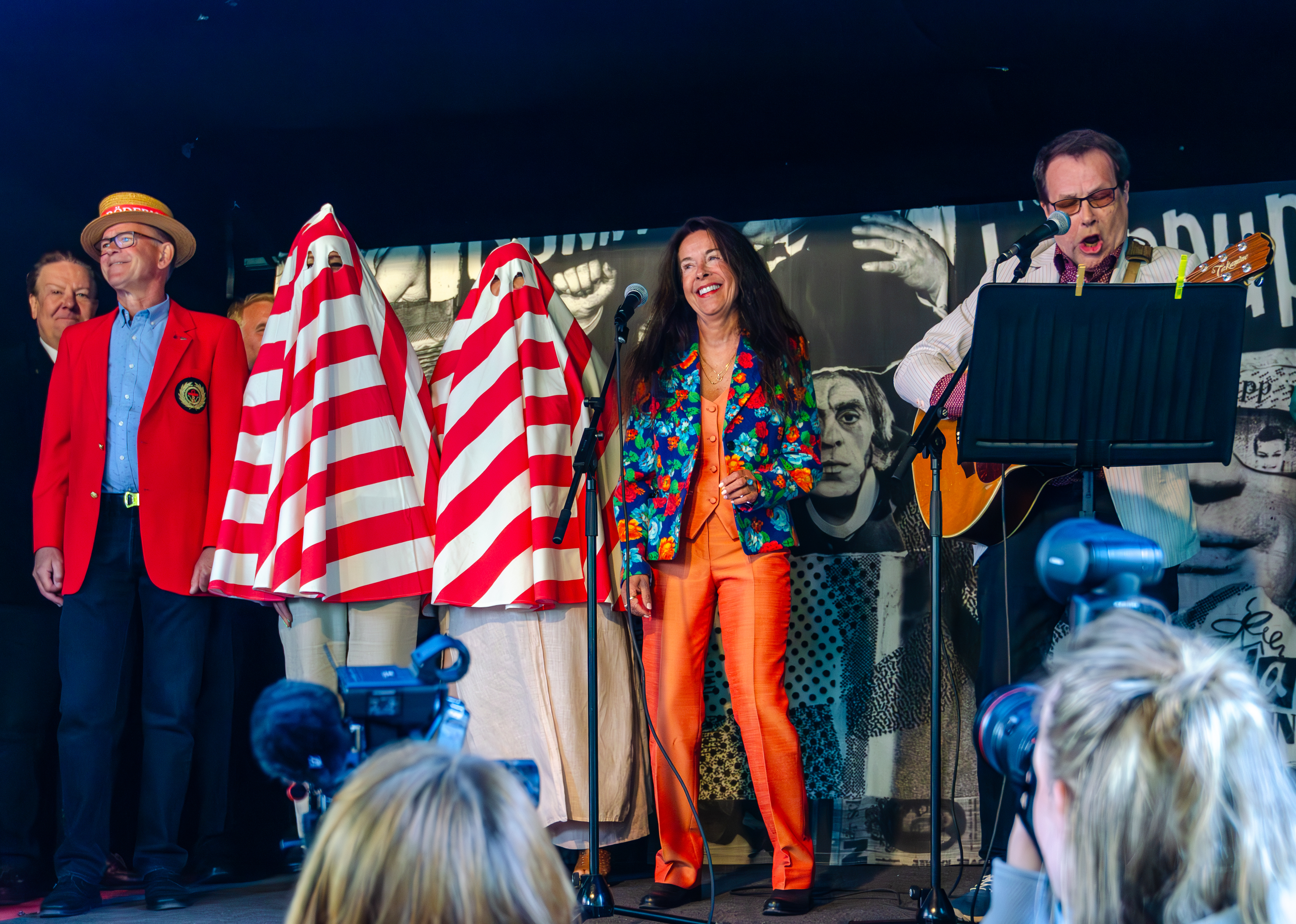
Karamelodiktstipendiet utdelas vanligen vid en ceremoni i Café Lasse i Parken i Stockholm. Här med ordföranden i Povel Ramel-sällskapet Anders Lundquist samt syskonen Lotta och Mikael Ramel, som tagit över utdelningen efter pappa Povel. I bakgrunden skymtar Anders Eldeman som brukar intervjua stipendiaten. Under skynket döljer sig 2024 års pristagare, musikduon Lise & Gertrud.

Karamelodiktstipendiet är ett stipendium som årligen utdelas till en förnyare av det svenska språket eller för framstående gärningar inom musik. Stipendiets namn är en ordlek av orden "melodi" och  "dikt", samt av dess grundare Ramel.

## Historik
Priset instiftades av Povel Ramel år 1982 i samband med att han fyllde 60 år. Stipendiaten utses av en jury. Fonden förvaltas av Kungliga Musikaliska Akademien.
Varje år får en, eller flera, svenska kulturprofiler stipendiet bestående av en penningsumma (åren 1983–2006: 20 000 kronor, 2007: 25 000 kronor, 2008: 30 000 kronor, från 2013: 20 000 kronor) och en stor strut karameller. Enligt Povel blir man ekonomiskt oberoende resten av dagen. Priset delades under åren 1983–2007 ut en måndagsmorgon runt månadsskiftet maj/juni (i anslutning till Ramels födelsedag den 1 juni) i Hagaparken då pristagaren doldes under ett polkagrisrandigt skynke som sedan avtäcktes. Det serverades alltid stekt duva, något som en stor del av gästerna tackade nej till. 
Efter Povel Ramels död 2007 (dagen efter att priset delats ut till Henrik Dorsin) bestämde Lotta och Mikael Ramel att formen för utdelandet skulle ändras. 2008 delades priset ut på Povels födelsedag i samband med en hyllningskonsert på Vasateatern. Karamelodiktstipendiet delas sedan 2013 ut i samarbete mellan Povel Ramel-sällskapet, Sällskapet Stallbröderna och SKAP (t o m 2019) och stipendiaten utses av en jury där Lotta Ramel är sammankallande.

## Stipendiater
Stipendiet har genom åren tilldelats:
| År   | Stipendiat                | Motivering |
| ---- | ------------------------- | --- |
| 1983 | Totte Wallin              | För originellt och spännande visskapande i oförutsägbar riktning. |
| 1984 | Björn Skifs               | För artistisk mångsidighet styrd av värme, humor och dille. |
| 1985 | Anne-Lie Rydé             | För att hon med säker känsla, fin röstbehandling och tongivande fantasi låter sång och musik genomsyras av en spännande neosensualism med inbyggda klacksparkar. |
| 1986 | Mikael Ramel              | För personligt artisteri, musikaliskt stigfinneri och klurigt textsnickeri. |
| 1987 | Claes Eriksson            | En begåvad, kvick galenskapare av verbala och musikaliska krumsprång. Därmed en glimrande representant för den länge åstundande nya svenska humorböljan – vilket meddelas som en i högsta grad positiv efterrakning. |
| 1988 | Ainbusk Singers           | För att gruppen i sina musikal-presentationer framgångsrikt förenar komisk fränhet med allvar i folkton; aktuellt engagemang med tidlös enebuskis – alltsammans resultatet av en fräsch, gotländsk talangexplosion, lika uppskattad där i När som här i fjärran. |
| 1989 | Robert Broberg            | För att han i decennier lyckats bana en ensamväg genom underhållningsdjungeln vid sidan av gängse röjare, ofta ett par takter före – och för att han, styrd av skärpt iakttagelseförmåga, lyhörd musikalitet och burlesk humor, framgångsrikt designat och solobefolkat sin alldeles personliga manege. |
| 1990 | Ulla Skoog                | För att hon, djärvt och personligt, på ett enastående sätt och trotsande alla tillgängliga tabun, demonstrerar att humorn och allvaret har sinne för varandra. |
| 1991 | Magnus Uggla              | För ett spännande artisteri som väljer oväntade vägar, för slagkraftiga och fröjdefullt fräcka texter och för en musik som inte lämnar melodin i sticket. |
| 1992 | Tomas von Brömssen        | För en utsökt framställningskonst där det absurda och det rörande förenas i tyngdlöst clowneri med trygg västkustförankring, födande såväl hejdlösa skratt som varma eftertankar. |
| 1993 | Marie Bergman             | För hennes förmåga att under en lång karriär, fylld av framgångsrika skinnömsningar i populärmusikens labyrinter, förena djupt engagemang med hög kvalitet. |
| 1994 | Killinggänget             | För att dom, genom dessa ”Killings kätterier”, lyckats förläna ironin kultstatus, lossa den bisarra humorns skruvar bortom förväntan och suveränt utnyttja ”The entertaining art of killing your neighbours babies”. |
| 1995 | Peter Dalle               | Dråplige Dalle är väl värd att prisa – ständigt han kunnat talangen bevisa. Juryn har skrattat och tänkt på't och minns det; Många många meriter finns det |
| 1996 | Louise Hoffsten           | En sjungande munspelande musikant som banat sin personliga väg genom pop-djungeln och landat i en explosion av het blond puls, tuffa tonslingor och ordkynniga texter – hela tiden med jazzen i ryggmärgen och med en östgöta-trygg distans till sig själv. |
| 1997 | Wille Crafoord            | För lekfull ordbehandling – oftast mitt i prick och för musik med ny typ av annorlunda kick. |
| 1998 | Hannes Holm Måns Herngren | För deras framgångsrika vandring från fräcka förspel till huvudfilmer fyllda av skön komik och varm skarpsyn. |
| 1999 | Viba Femba                | För dessa kvintettingars suveränt sångliga stigfinneri med en förförisk blandning av precision i musik, kvickt provocemang i text och glad ödmjukhet vid leverans. |
| 2000 | Robyn                     | För att hon genom sitt skapande och framförande av närmast elektriskt laddade låtar, i förening med klokskap och tuff karisma, har satt spännande spår i musikmyllan – ”En den unga popens fixstjärna; rytmiskt svävande över mörka vatten”. |
| 2001 | Fredrik Lindström         | …som med imponerande färdighet i komisk brisering och språkdissekering lämnat värdefulla stämplar i svensk underhållningsmylla – allt från den vassa Hassans kvicka stickspår till lackskoschlagerfjät av Harry Viktor. |
| 2002 | The Real Group            | ”…för ett virtuost grupparbete där stämmor med raffinerad precision omfamnar och adlar kräset utvalda melodier och spännande nyskapelser med kick i texten. |
| 2003 | Peter Carlsson            | För ett unikt artisteri av hög värmegrad som i många skepnader, tillsynes förstrött, släntrar sig igenom en oemotståndlig blandning av filosofisk bondkomik, suggestiv blues, skrattskapande språkvolter, finstämda visor och ett enastående rytmiskt hålligång med diverse köksattiraljer – men också för att han lyckats upprätthålla något så ovanligt som en diskret pyramidal succé år efter år i alldeles egen Scala.  |
| 2004 | Lena Philipsson           | För ett välutvecklat artisteri och ett skräddarsytt musiksinne – för en sprakande scennärvaro med hemliga underströmmar i sångleveransen – och för hennes förmåga att ge enkla texter karaktären av privilegierade privatbudskap. |
| 2005 | Sissela Kyle              | För hennes suveräna uppvisning i precis komik där träffsäkerheten är total och där satirkulor fyras av i exakt rätt nanosekund från en ramp kamouflerad till sanslös grannflicka. Här är en artist som överrumplar, som är roligt oroande och som kommer från många håll. |
| 2006 | Kalle Moraeus             | För ymnig musikalisk mångsidighet, total strängkontroll och imponerande stråkkunskaper men även för hans showmanskap, där han med karismatisk frodighet sätter kick i kadenserna och, inte minst, för hans riksomfattande spridning av en nära nog pandemisk musikantglädje. |
| 2007 | Henrik Dorsin             | För att han med kvicka slevslängar och andra yttringar av synnerligen godkänd kvalitetsunderhållning, så tydligt visar att en ny kreativ humorgeneration är på ”upp-sprattling”. |
| 2008 | Babben Larsson            | För att hon med humor och värme så giftigt och precist kan leverera – inte bara poänger och ”one-liners” – utan även ädel sång och text med träffsäker tajming. Från ”småtting i julottan” via ”3:a med pentry” och dessutom kvarnhjulsguide – har hon blivit en karismatisk ”stå-upp, relax, koppla-av-drottning i världsklass”.                                                                                            |
| 2009 | Johan Ulveson             | För att han under flera decennier visat sig vara en varmhjärtad företrädare för precis komik. |
| 2010 | Maria Lundqvist           | med sin alldeles egen komiska ådra bidragit till att lyfta själva knäppheten mot nya höjder – bland annat genom sin förmåga att skickligt spela på ”tajmad otajming”. I sitt vida spektrum av rolltolkningar har hon gestaltat mänsklighet, värme och ett behövligt fång av galenskap. Man tackar och ger sin ”Sally-ut”! |
| 2011 | Johan Glans               | För att han med egensinnig förmåga, friskt och fräckt, bidragit till stå-upp-komedins spännvidd med absolut intelligent komik. Johan Glans är dessutom en av samtidens mest omedelbara parlamentariker. Och en av få svenskar som kan skratta på franska. Det är sådant folk vi behöver! |
| 2012 | Eva Rydberg               | För att hon etablerat en makalös spännvidd som dansare, clown, komedienne, skådespelerska, imitatör och sångerska inom såväl lustspel, bondkomik, teater och cirkus. |
| 2013 | Carl-Einar Häckner        | För att han på ett unikt sätt och med varmt hjärta besjälar en kombination av varieté, vaudeville, cirkus och revy. Med sin trollkonst, sin musik, dikter och galenskap har han format en tradition och satt den i spinn. |
| 2014 | Kristina Lugn             | För att hon med sitt egenartade sinne för skönheten i det obegripliga – humoristiskt och drastiskt – berör till eftertanke och engagemang. Med poetens känsla och till vår fröjd och berusning, lyckas hon få oss att bättre förstå det svenska språket. |
| 2015 | Niklas Strömstedt         | För att han med spjuveraktig nyfikenhet och med hantverkarens gedigna känslighet delar med sig av sin mångsidighet som musikant, låtskrivare, popsnickrare, gitarrist, programledare och inte minst som översättare. |
| 2016 | Per Andersson             | För att han från tvättstugan i Mölndal med hemsnickrade revyer kom att bli en fullständigt enastående parlamentariker, revykomiker och underhållare med en käftslängdhet som når himmelska höjder. |
| 2017 | Lisa Nilsson              | För att hon med sin mångsidighet – såväl inom pop, rock och visa som inom teater – utvecklat bredd och djup med särpräglad finess och känsla |
| 2018 | Felix Herngren            | För att han med gediget konstnärskap visat en absolut känsla för komiskt finlir genom bland annat skapelser från "Bert – den sista oskulden” och ”Adam och Eva” till ”Vuxna människor” och hundraåringar på Solsidan. Karaktärer som Papi Raul och Dan Bäckman har dessutom envist trängt sig på var och en av oss på ett retfullt roande sätt.                                                                              |
| 2019 | Suzanne Reuter            | För att hon med en exceptionell, meriterande bredd och höjd som skådespelare och komedienn genom till exempel ”Lorry”, "Cleo" och ”Vår tid är nu” visat att hon är allt annat än en ”Svensson Svensson”. Hon är outstanding i sin sällsynta förmåga att kombinera humor och timing till perfektion i rakbladsvassa one-liners.                                                                                               |
| 2020 | Bengan Janson             | För ett fröjdefullt musikanteri, med en lekfullhet och precision det sannerligen svänger om. |
| 2021 | First Aid Kit             | För att de – systrarna Johanna och Klara Söderberg – har ett speciellt sting i sitt sjung. Med sitt fraserande intill perfektion, klingande som EN röst, gör de suveräna tolkningar av andras alster. Men framförallt bjuder de på egna skrivna låtar en masse. Begåvat, bejublat och befriande. Förbandslådan fyller 15 år i år. Må dom leka och läka länge till.                                                           |
| 2022 | Tommy Körberg             | För att han – ”Sveriges största röst”, med en enastående musikalisk karriär från 1960-talets Bootleggers och Maniacs till att debutera som psalmsångare (!) 1993. Tommy är en fenomenal tolkare av andras verk. Suverän skådespelare i filmer, teaterföreställningar och revyer. Och inte minst framgångsrik musikalartist i stora uppsättningar. Vi vädjar å allas vägnar utifrån Tommys eget citat: Sjung tills du stupar! |
| 2023 | Orup                      | För sina fyndiga låtar och ett "svängigt" sound. |
| 2024 | Lise & Gertrud            | För sin gärning "från sublimt sensuella uttryck till det extroverta, kaotiska vrålet". |
| 2025 | Sussie Eriksson           | "För att hon med sin digra mångsidighet sjuder och puttrar i radio, TV, film, revy och krogshower – inte minst som sångerska. Med bravur tycks hon vara Bäst i test i allt hon tar sig för. Mamma Mia, Sussie, Let's Dance!". |

## Bildgalleri

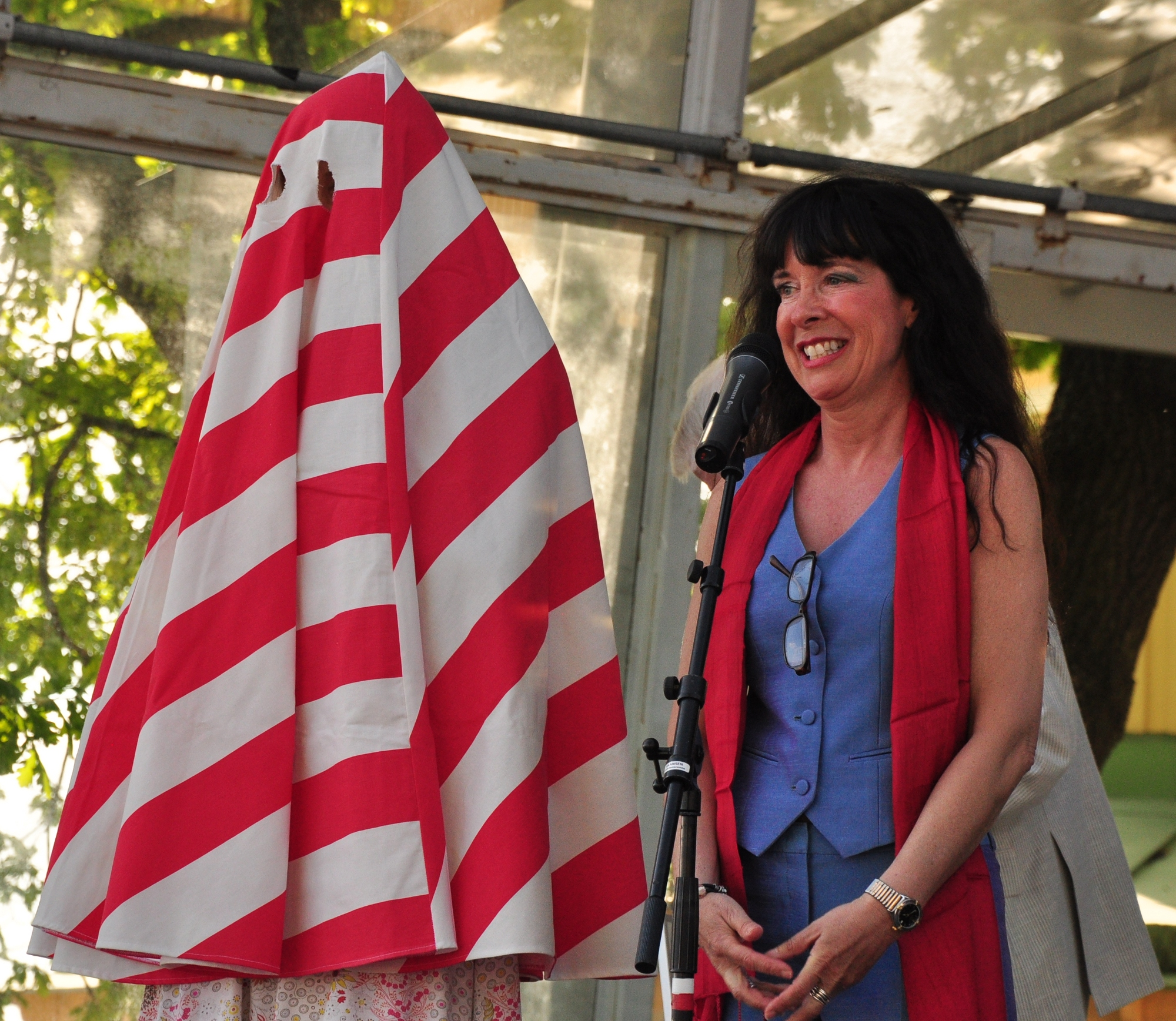
2010 års stipendiat står under polkagrisskynket.
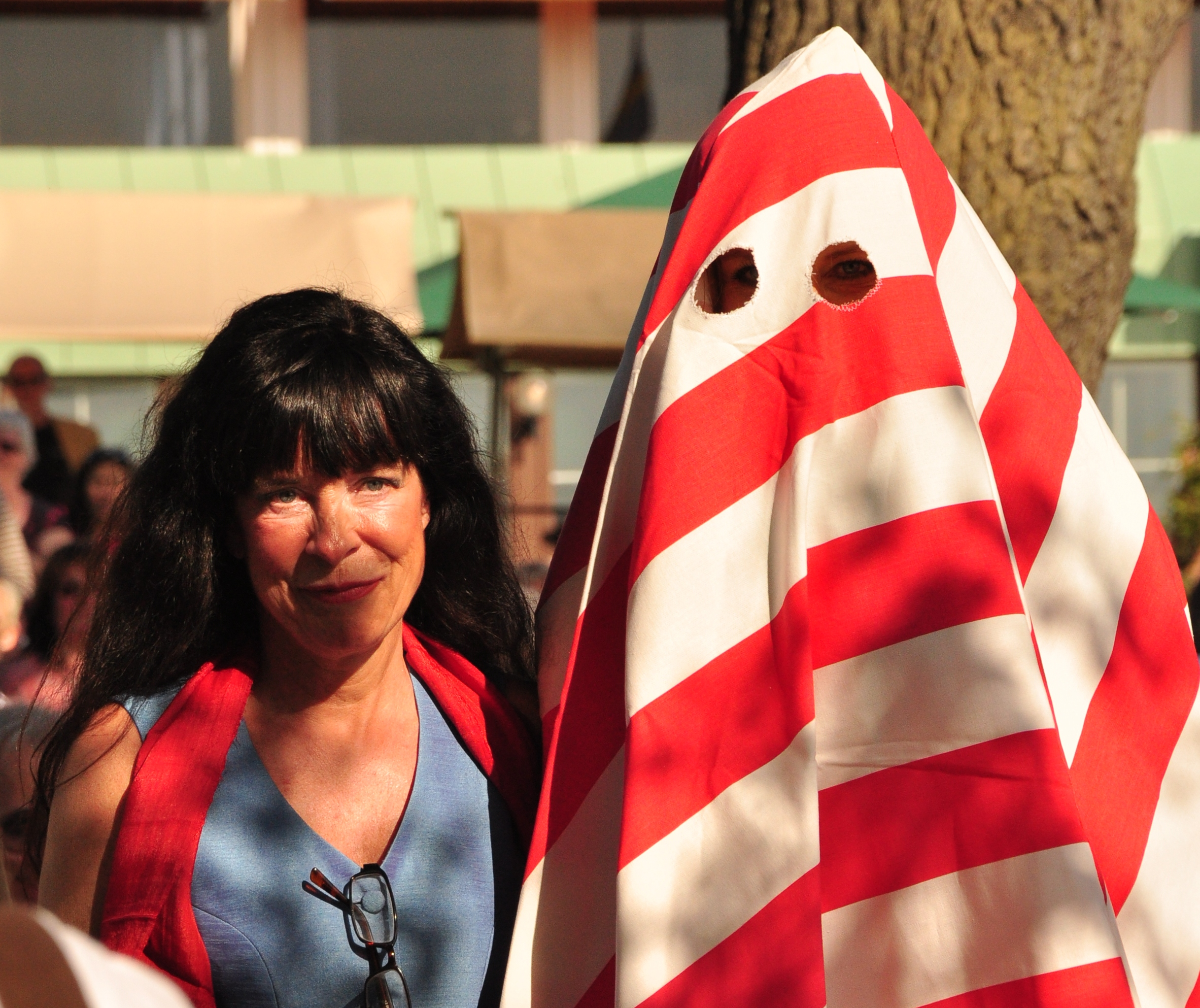
Den täckta personen förs fram av Lotta Ramel.
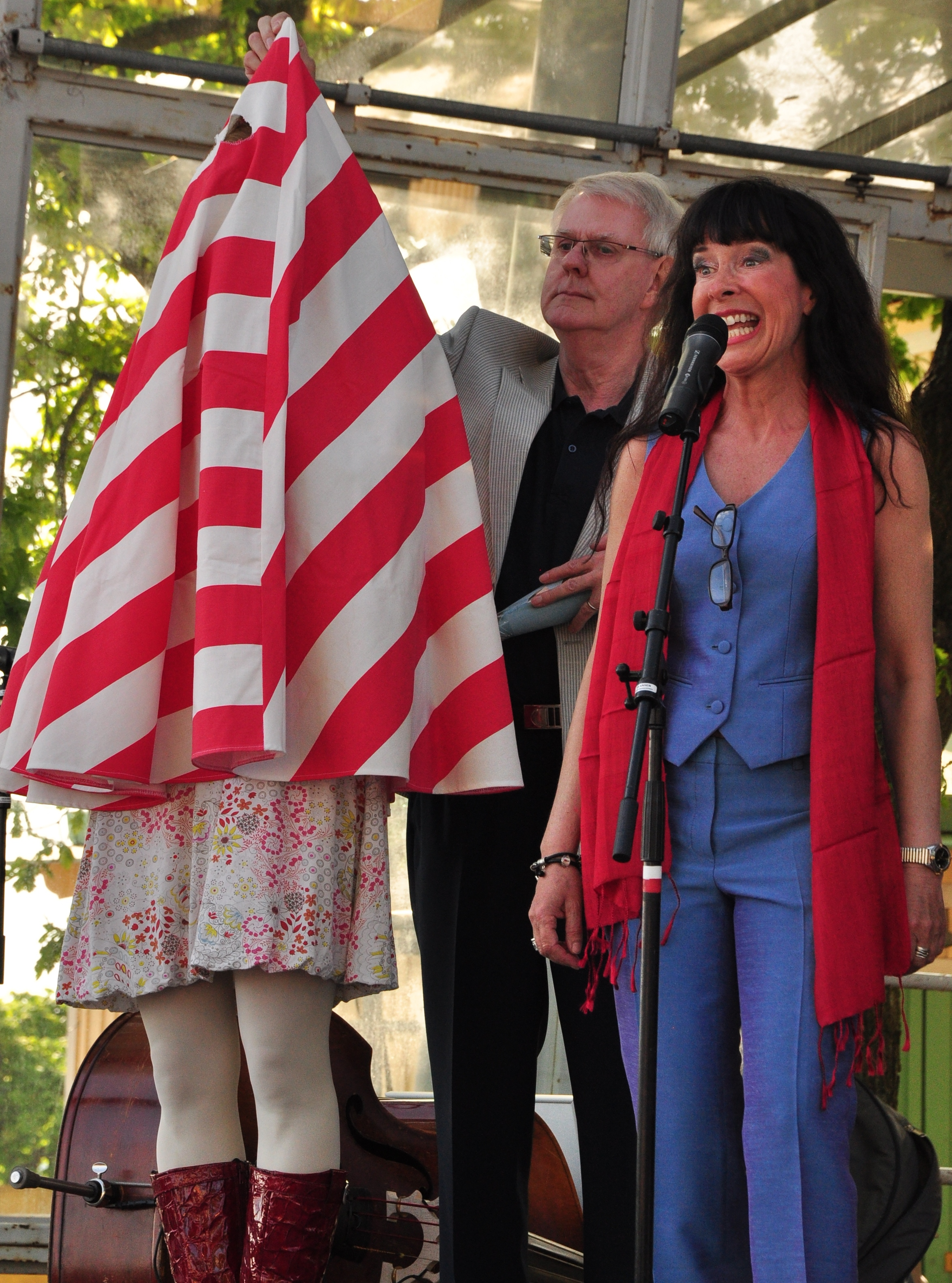
Personen avtäcks…
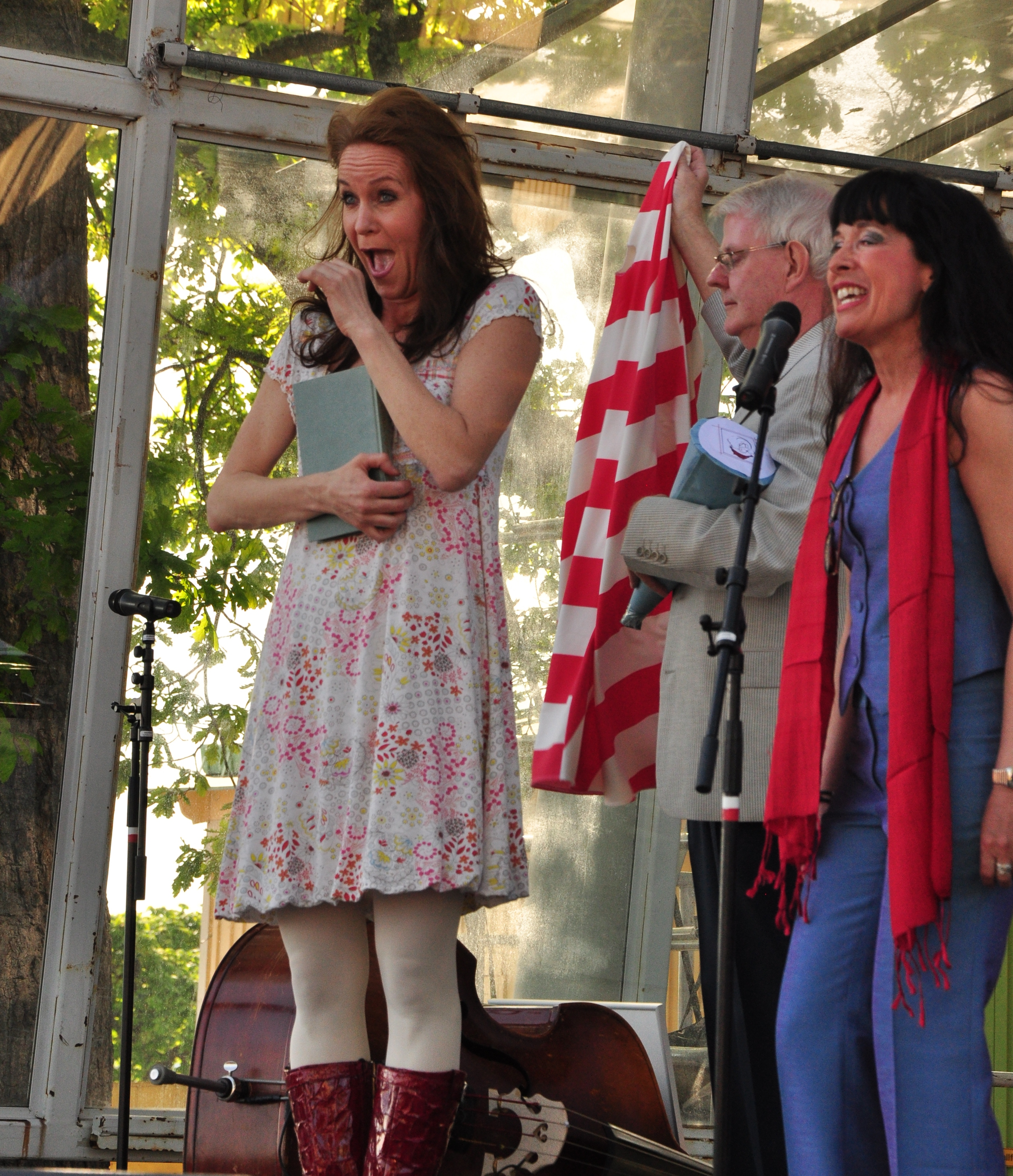
…och visar sig vara Maria Lundqvist…
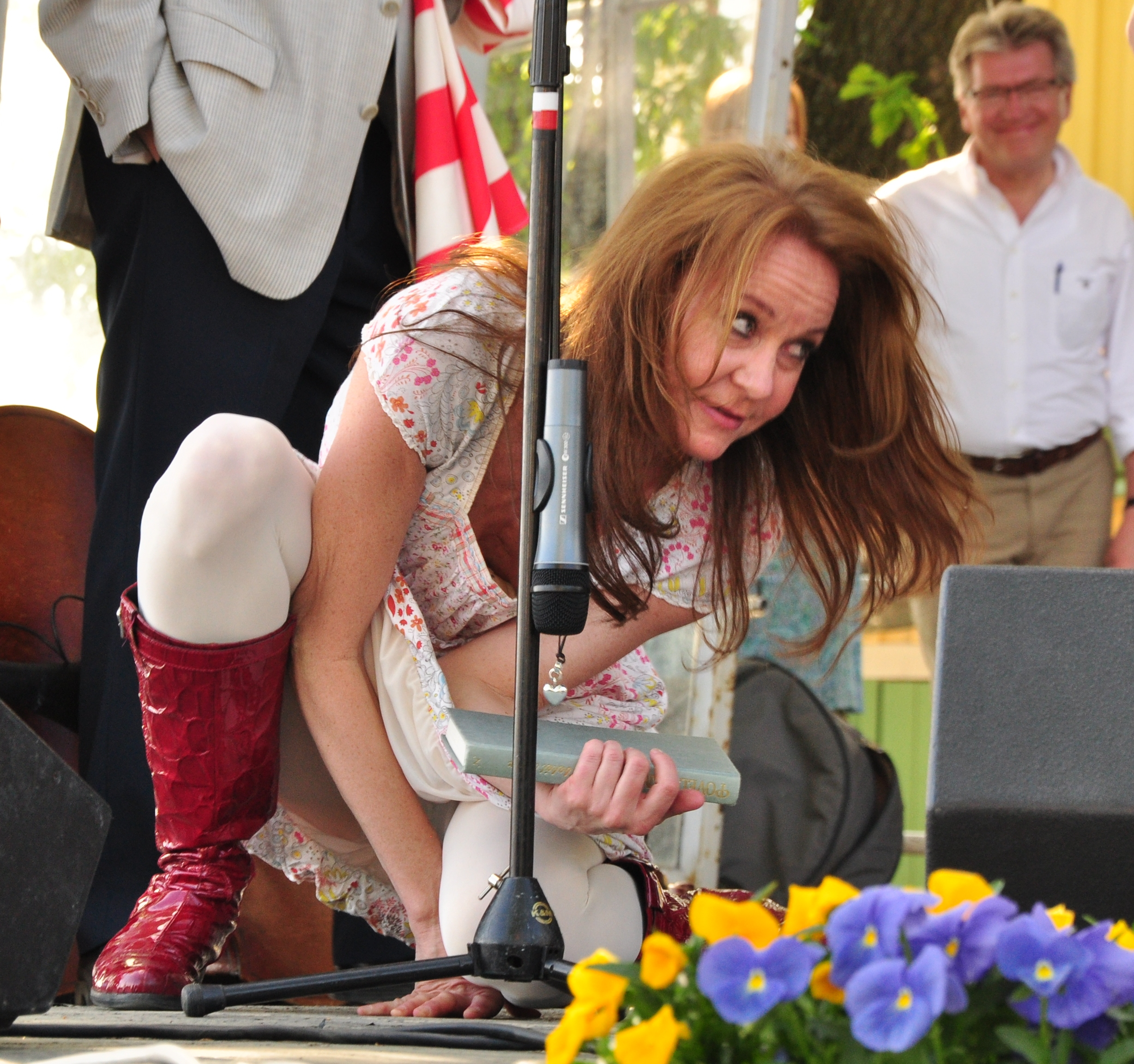
…som roar publiken med att envist prata i mikrofonen då den ramlar ner.
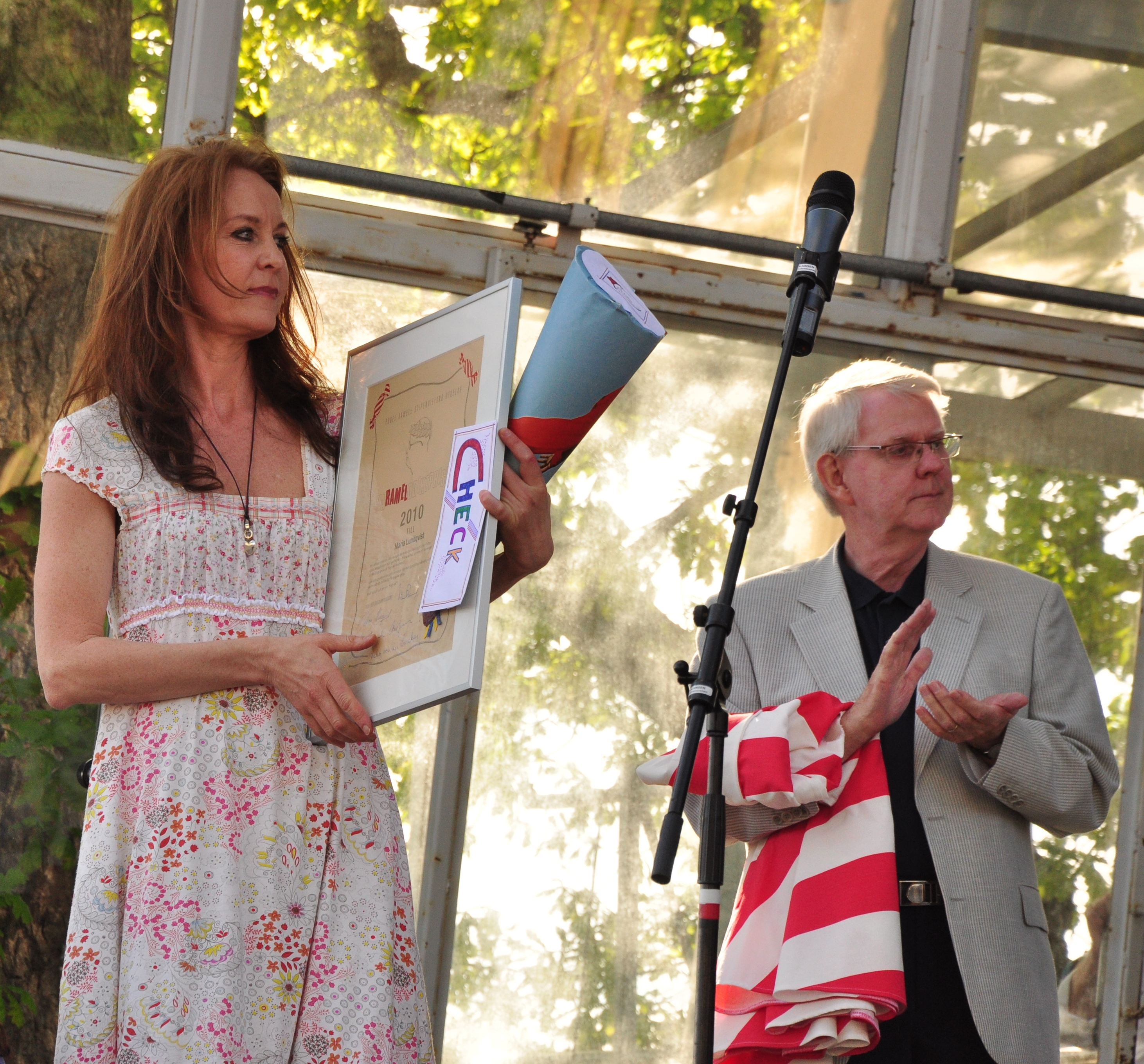
Lundqvist får stipendiet och applåder.